# Новая Одесса
Новая Одесса (укр. Нова Одеса) — город в Николаевском районе Николаевской области Украины. Административный центр Новоодесской городской общины, до 2020 года был центром Новоодесского района.

## Население
В январе 1959 года численность населения составляла 6468 человек.
В январе 1989 года численность населения составляла 14 883 человек, основой экономики являлись завод строительных материалов и сыродельный завод.
На 1 января 2013 года численность населения составляла 12 298 человек.
По данным переписи 2001 года украинцы составляли 93,29 % населения города, русские — 4,75 %.

### Языковой состав
Родной язык населения по данным переписи 2001 года:
| Язык       | Численность, чел. | Доля     |
| ---------- | ----------------- | -------- |
| Украинский | 13 249            | 94,14 %  |
| Русский    | 695               | 4,94 %   |
| Другое     | 129               | 0,92 %   |
| Итого      | 14 073            | 100,00 % |

В настоящее время украинский язык является основным и единственным официальным языком города.

## История
Основана как село Фёдоровка в 1776 году. Названа Новой Одессой в 1832 году.
В 1897 году Новая Одесса являлась местечком Херсонской губернии, в котором насчитывалось 550 дворов и около 3000 жителей, действовали церковь, еврейский молитвенный дом, школа, больница, 2 шерстобитни и регулярно проходили базары и ярмарки.
В ходе Великой Отечественной войны в 1941—1943 гг. находилась под немецкой оккупацией.
В 1974 году здесь действовали завод стеновых материалов, сыродельный завод, мебельная фабрика, ПТУ и историко-краеведческий музей.
В 1976 году посёлок городского типа получил статус города.
В мае 1995 года Кабинет министров Украины утвердил решение о приватизации находившихся в городе АТП-14868, завода строительных материалов и райсельхозтехники, в июле 1995 года было утверждено решение о приватизации АТП-1407.

## Транспорт
Пристань. Находится в 28 км от станции Баловное на линии Николаев — Одесса Одесской железной дороги.

## Галерея

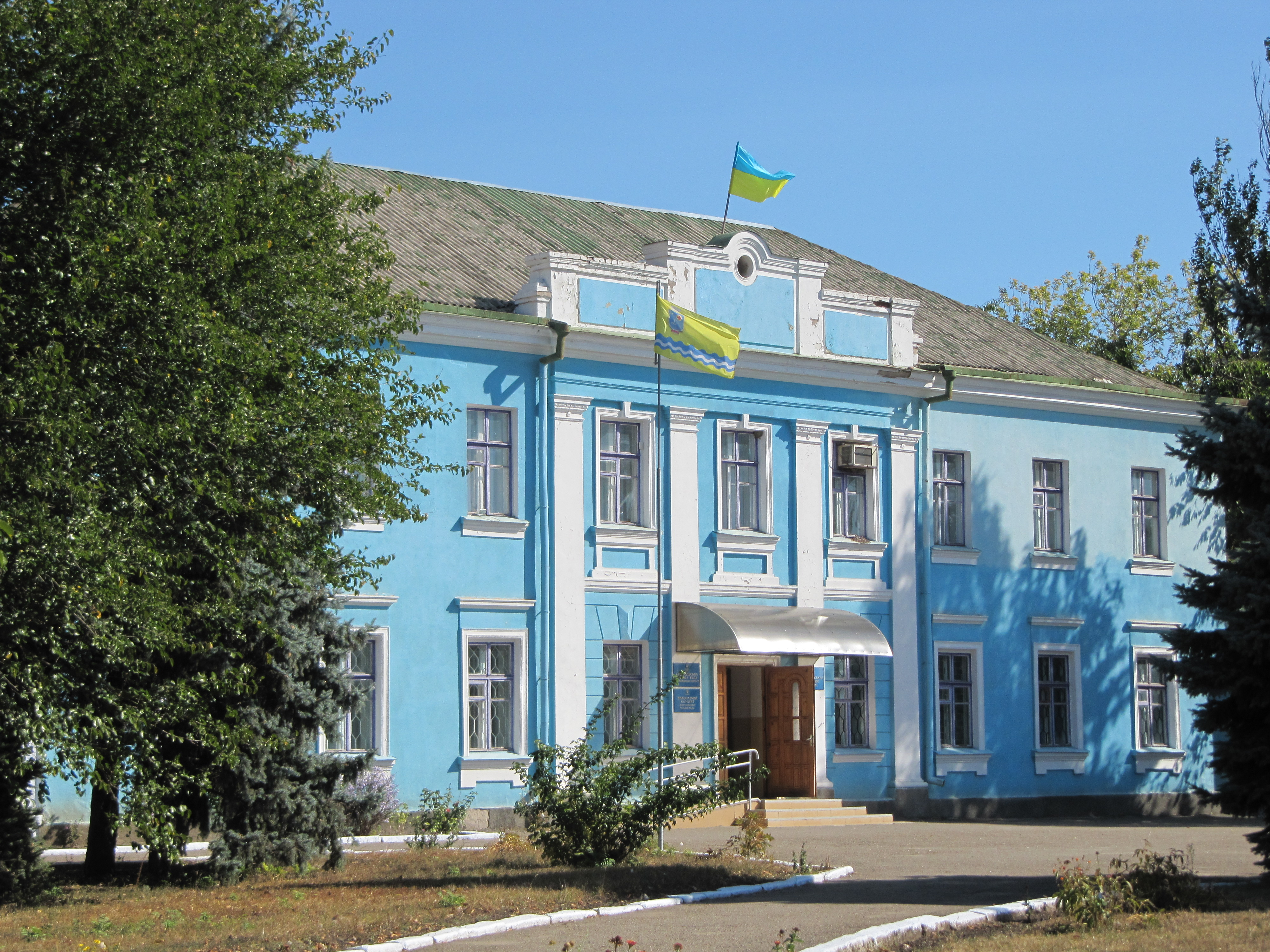
Городской совет
Памятник Т.Г. Шевченко
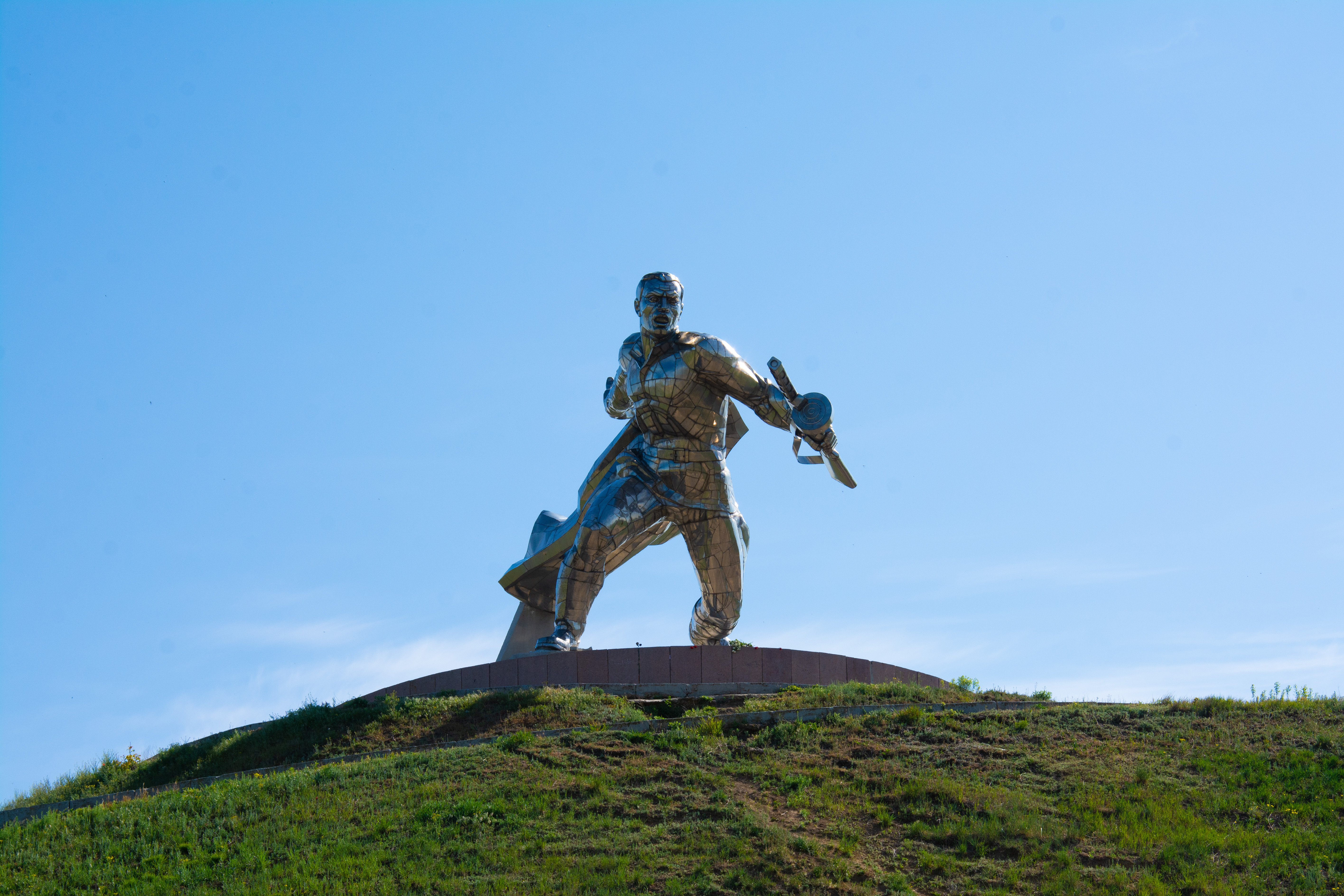
Курган Славы